# Communauté de communes du Savès (Gers)
Pour les articles homonymes, voir Communauté de communes du Savès.
La communauté de communes du Savès est une communauté de communes française, située dans le département du Gers.

## Communes adhérentes
La communauté de communes est composée des 32 communes suivantes :

| Nom                    | Code Insee | Gentilé         | Superficie (km2) | Population (dernière pop. légale) | Densité (hab./km2) |
| ---------------------- | ---------- | --------------- | ---------------- | --------------------------------- | ------------------ |
| Lombez (siège)         | 32213      | Lombéziens      | 19,55            | 2 188 (2022)                      | 112                |
| Bézéril                | 32051      | Bézériliens     | 9,65             | 106 (2022)                        | 11                 |
| Cadeillan              | 32069      | Cadeillanais    | 4,26             | 78 (2022)                         | 18                 |
| Cazaux-Savès           | 32098      | Cazalais        | 5,62             | 329 (2022)                        | 59                 |
| Espaon                 | 32124      | Espaonais       | 8,89             | 186 (2022)                        | 21                 |
| Garravet               | 32138      | Garravetois     | 9,09             | 148 (2022)                        | 16                 |
| Gaujac                 | 32140      | Gaujacais       | 5,01             | 75 (2022)                         | 15                 |
| Labastide-Savès        | 32171      | Labastidiens    | 3,62             | 187 (2022)                        | 52                 |
| Laymont                | 32206      | Laymontois      | 11,05            | 230 (2022)                        | 21                 |
| Monblanc               | 32261      | Monblanais      | 12,93            | 391 (2022)                        | 30                 |
| Montadet               | 32276      | Adémontains     | 5,11             | 66 (2022)                         | 13                 |
| Montamat               | 32277      | Montamatais     | 6,6              | 109 (2022)                        | 17                 |
| Montégut-Savès         | 32284      | Montégutois     | 3,69             | 69 (2022)                         | 19                 |
| Montpezat              | 32289      | Montpézatois    | 15,64            | 242 (2022)                        | 15                 |
| Nizas                  | 32295      | Nizaçois        | 4,16             | 137 (2022)                        | 33                 |
| Noilhan                | 32297      | Noilhanais      | 18,03            | 391 (2022)                        | 22                 |
| Pébées                 | 32308      | Pébésiens       | 4,05             | 100 (2022)                        | 25                 |
| Pellefigue             | 32309      | Pellefiguois    | 12,81            | 107 (2022)                        | 8,4                |
| Polastron              | 32321      | Polastronnais   | 15,21            | 269 (2022)                        | 18                 |
| Pompiac                | 32322      | Pompiacais      | 10,12            | 207 (2022)                        | 20                 |
| Puylausic              | 32336      | Puylausicains   | 9,84             | 159 (2022)                        | 16                 |
| Sabaillan              | 32353      | Sabaillanais    | 11,21            | 154 (2022)                        | 14                 |
| Saint-André            | 32356      | Saint-Andréens  | 5,58             | 126 (2022)                        | 23                 |
| Saint-Lizier-du-Planté | 32386      | Plantériens     | 10,49            | 148 (2022)                        | 14                 |
| Saint-Loube            | 32387      | Saint-loubois   | 6,09             | 99 (2022)                         | 16                 |
| Saint-Soulan           | 32407      | Saint-Soulanais | 12,31            | 155 (2022)                        | 13                 |
| Samatan                | 32410      | Samatanais      | 33,53            | 2 478 (2022)                      | 74                 |
| Sauveterre             | 32418      | Sauveterriens   | 16,45            | 281 (2022)                        | 17                 |
| Sauvimont              | 32420      | Sauvimontois    | 3,44             | 66 (2022)                         | 19                 |
| Savignac-Mona          | 32421      | Savimonais      | 6,87             | 145 (2022)                        | 21                 |
| Seysses-Savès          | 32432      | Seyssois        | 13,26            | 245 (2022)                        | 18                 |
| Tournan                | 32451      | Tournanais      | 12,56            | 178 (2022)                        | 14                 |

## Démographie
| 1968  | 1975  | 1982  | 1990  | 1999  | 2010  | 2015  | 2021  |
| ----- | ----- | ----- | ----- | ----- | ----- | ----- | ----- |
| 8 182 | 7 540 | 7 347 | 7 116 | 7 232 | 9 172 | 9 518 | 9 783 |

## Liste des Présidents successifs
| Période | Période | Identité       | Étiquette | Qualité          |
| ------- | ------- | -------------- | --------- | ---------------- |
| 2003    | 2012    | Jean Loubon    | PRG       | Maire de Lombez  |
| 2012    | actuel  | Hervé Lefebvre | PS        | Maire de Samatan |

## Compétences

### Obligatoires
Aménagement de l’espace (article L.5214-16/I/1°)
- Aménagement de l’espace pour la conduite d’actions d’intérêt communautaire.
- Schéma de cohérence territoriale et schéma de secteur.

Actions de développement économique (Article L.5214-16/I/2°)
- La création, l’aménagement, la gestion et l’entretien des zones d’activité industrielle, commerciale, tertiaire, artisanale, touristique, portuaire ou aéroportuaire.
- La réalisation d’actions de développement économique dans les conditions prévues à l’article L. 4251-17.
- Politique locale du commerce et soutien aux activités commerciales d’intérêt communautaire.
- Promotion du tourisme, dont la création d’un office intercommunal de tourisme.

Création, aménagement, entretien et gestion des aires d’accueil des gens du voyage et des terrains familiaux locatifs.
Collecte et traitement des déchets des ménages et déchets assimilés.
Gestion des milieux aquatiques et prévention de inondations.

### Optionnelles
Création, aménagement et entretien de la voirie
Construction, entretien et fonctionnement d’équipements culturels et sportifs d’intérêt communautaire et d’équipements de l’enseignement pré-élémentaire et élémentaire d’intérêt communautaire
Action sociale d’intérêt communautaire
Protection et mise en valeur de l’environnement
Politique du logement et du cadre de vie
Assainissement des eaux usées, dans les conditions prévues à l’article L.2224-8
Eau
Création et gestion de maisons de services au public et définition des obligations de service public y afférentes en application de l’article 27-2 de la loi n°2000-321 du 12 avril 2000 relative aux droits des citoyens dans leurs relations avec les administrations.
Protection et mise en valeur de l’environnement, le cas échéant dans le cadre de schémas départementaux et soutien aux actions de maîtrise de la demande d’énergie.

### Compétences supplémentaires
Création et gestion d’infrastructures et réseaux de télécommunication à très haut débit d’une capacité au moins égale à 8 Mb/s, dans les conditions définies à l’article L. 1425-1 du code général des collectivités territoriales.
Création et gestion de la fourrière animale
Gestion des services scolaires préélémentaires et élémentaires sur l’ensemble du territoire communautaire
Gestion des services de restauration scolaire sur l’ensemble du territoire communautaire

## Historique
La communauté de communes du Savès a été créée le 1er janvier 2003 avec 17 communes est passée à 25 en 2010 et à 32 en 2013